# 16494 Oka
16494 Oka este un asteroid din centura principală de asteroizi.

## Descriere
16494 Oka este un asteroid din centura principală de asteroizi. A fost descoperit pe 22 septembrie 1990 la Observatorul La Silla de Eric Walter Elst. Asteroidul prezintă o orbită caracterizată de o semiaxă mare de 3,06 ua, o excentricitate de 0,03 și o înclinație de 10,4° în raport cu ecliptica.